# Bildungszentrum und Archiv zur Frauengeschichte Baden-Württembergs

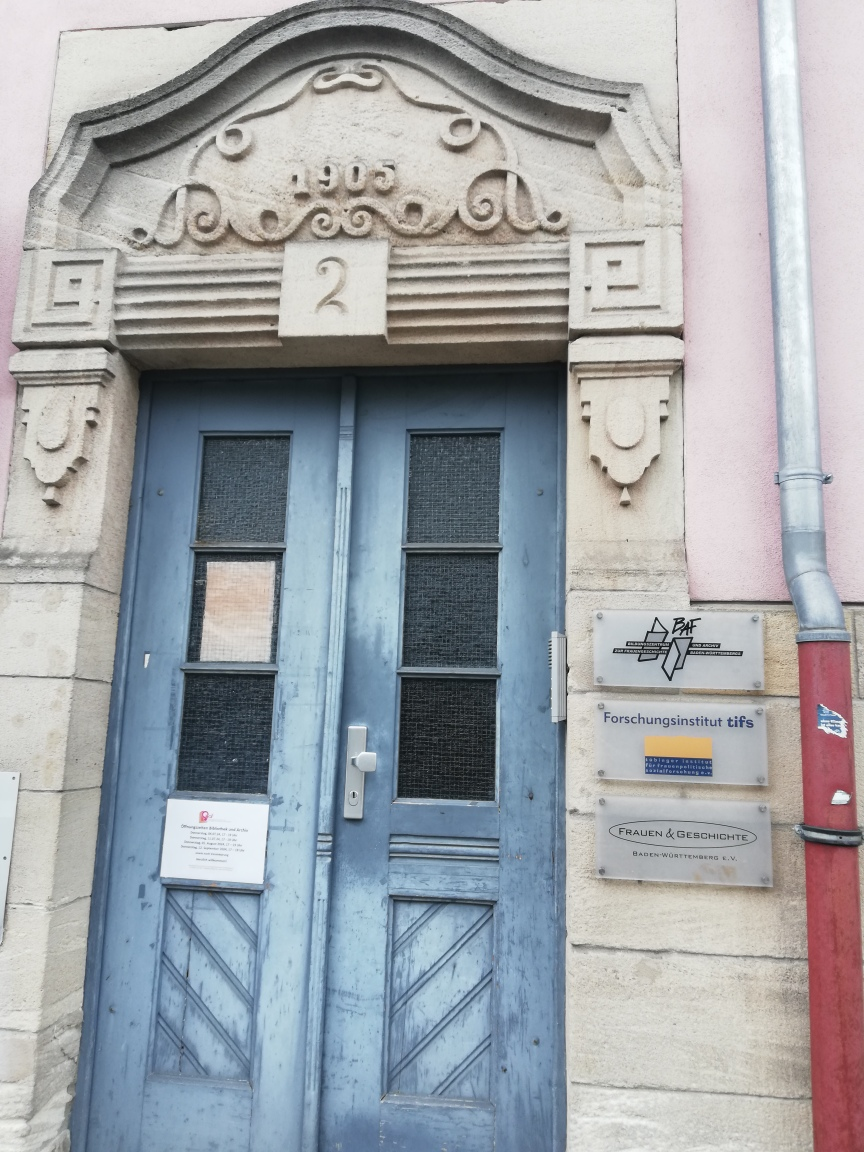
Eingang des baf in der Rümelinstraße 2, Tübingen

Das Bildungszentrum und Archiv zur Frauengeschichte Baden-Württembergs e. V. (baf) ist ein 1987 gegründeter gemeinnütziger Verein mit Sitz in Tübingen, der durch die Archivierung historischer Quellen sowie durch Bildungsangebote feministische Geschichte in Baden-Württemberg sichert und vermittelt. Es ist das älteste und war lange das einzige feministische Archiv in Baden-Württemberg.

## Entstehung
Feministische Forscherinnen stellten in den 1970er Jahren fest, dass sie bei der Recherche nach Vorkämpferinnen in früheren Jahrzehnten und Jahrhunderten vor allem auf Lücken stießen. Die Sorge bestand, dass sich das damalige Wirken der autonomen Frauen- und Lesbenbewegung in den Archiven nicht niederschlagen würde. Aufgrund dieser Erkenntnis begann in der Bundesrepublik zu der Zeit ein Gründungsboom der Frauenarchive. Auch sozialwissenschaftliche Studentinnen der Universität Tübingen entdeckten Mitte der 1980er Jahre die mangelnde Quellenlage bezüglich frauengeschichtlicher Ereignisse und feministischer Entwicklungen in Baden-Württemberg. Sie aktivierten Mitstreiterinnen, um in Anlehnung an den von Alice Schwarzer in Köln gegründeten FrauenMediaTurm die autonome Frauenbewegung in Baden-Württemberg zu dokumentieren.
1987 wurde der Verein „Bildungszentrum und Archiv für Frauen in Baden-Württemberg“ (baf e. V.) gegründet, der als erstes Archivgut die Unterlagen des mittlerweile aufgelösten Tübinger Frauenzentrums erhielt. Der Bestand wuchs stetig. Zeitgleich entwickelte das baf vielfältige Bildungskonzepte, um die dokumentierten Inhalte ins öffentliche Bewusstsein zu bringen.
Das selbstverwaltete Archiv kämpft seit der Gründung um finanzielle Förderung. In den 1990er Jahren wurde über eine Arbeitsbeschaffungsmaßnahme eine Stelle finanziert. Auch einzelne Projekte wurden bereits vom Land gefördert. Der Zuschuss der Stadt deckt die Hälfte der Mietkosten. Weder Land noch Bund beteiligen sich an einer dauerhaften institutionellen Förderung, so dass der Verein vor allem vom Engagement der Aktivistinnen getragen wird.

## Kulturelle und Bildungs-Angebote
Von Anfang an verstand sich das baf als Ort des Austauschs, der Vernetzung und Bildung. Die Angebote wurden niederschwellig und bewusst nichtakademisch konzipiert. Die erste Vortragsreihe hieß „Geschichte ist machbar, Frau Nachbar!“ und kann programmatisch für das Gesamtprogramm verstanden werden.
Zur Sicherung von Frauenperspektiven zur Zeit des Nationalsozialismus konzipierte und organisierte das baf in den 1990er-Jahren sechs Erzählcafés, in denen Frauen ihre Eindrücke und Erfahrungen der damaligen Zeit zum Ausdruck brachten. Die Berichte wurden auf Kassetten gesichert und in dem Buch „Endlich habe ich einen Platz für meine Erinnerungen gefunden. Kollektives Erinnern von Frauen in Erzählcafés zum Nationalsozialismus“ ausgewertet. Das Projekt ebnete bundesweit der Methode der Erzählcafés den Weg.
Baf entwickelte zudem die ersten Frauenstadt-Rundgänge in Tübingen, die seitdem kontinuierlich angeboten werden.
Immer wieder organisierte baf generationsübergreifende Frauen-Begegnungen wie z. B. unter dem Slogan „Wilde Hilde meets flotte Lotte“ oder „RadioGenerations - Frauengeschichten im Radio“.
Frauenspezifische Themen werden zudem in Filmreihen oder Exkursionen vermittelt und sind fester Teil des Tübinger Kulturlebens.

## Sammlung

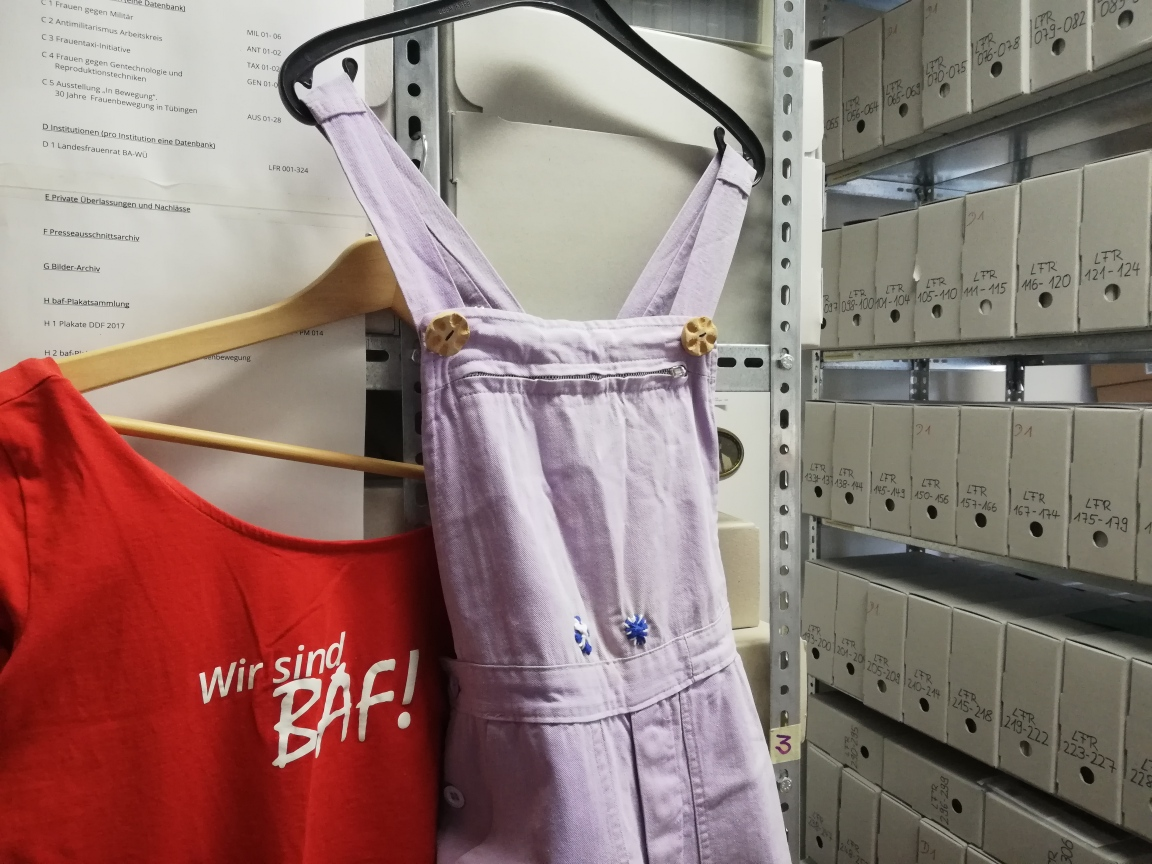
Lila Latzhose und "Graue Literatur" – Bestände des baf in der Rümelinstraße

Das baf sammelt und bewahrt Materialien von Frauengruppen, -vereinen und -verbänden, Nachlässe von Einzelpersonen sowie Fotos, Plakate und Graue Literatur. Sammlungsschwerpunkt ist die Zeit ab den 1970er Jahren. Ein Teil des Archivbestands konnte mit Unterstützung der Stiftung Kulturgut Baden-Württemberg verzeichnet werden. Zum Archivbestand gehören:
- Graue Literatur der autonomen Frauenbewegung (Flugblätter, Tagesordnungen, Thesenpapiere, Programmatiken …) von § 218-Gruppen, Frauenhaus-Initiativen, eines Lesben-Chors, Sportvereinen von Mädchen und Frauen u. a.
- Nachlass des aufgelösten Tübinger Frauenzentrums (u. a. Rundbrief „Kladde“ von ehemaligen Luftwaffenhelferinnen)
- Akten des Landesfrauenrats Baden-Württemberg e.V.
- Frauenpolitisches Presse-Archiv
- Plakatsammlung (über 800 Exemplare)
- 300 (auch außereuropäische) Frauenzeitschriften (u. a. „Krampfader“, „Spinatwachtel“) seit der Weimarer Republik
- Audiosammlung (Mitschnitte von Erzählcafés auf Kassetten)
- Sammlung von selbst konzipierten Frauenstadtrundgängen

Die Sammlung umfasst ca. 85 Nachlässe und ca. 22 Bestände von Körperschaften. Der Bestand umfasst ca. 84 Regalmeter. Der größte Teil der Titel ist im Online-Katalog META digital erfasst.
Das baf beherbergt zudem eine Spezialbibliothek mit über 6000 Büchern zu Frauengeschichte und -bewegung und feministischer Theorie. Neben fachwissenschaftlicher Literatur zur Frauen- und Geschlechtergeschichte enthält die Bibliothek Biografien, Krimis, Romane mit thematischem Bezug und im Eigenverlag herausgegebene feministische Bücher.

## Ausstellungen
- Suse Müller-Diefenbach, Stadtmuseum Tübingen, 1993[15]
- Rosmarie Dyckerhoff – Das plastische Werk, Stadtmuseum Tübingen, 1996[16]
- Geschichte des Internationalen Frauentags am 8. März, 1996
- In Bewegung: 30 Jahre Neue Frauenbewegung in Tübingen", 1999[17][18]
- Valeska Biese, Kunstausstellung, Tübingen 1999[19]
- 100 Jahre Frauenstudium an der Universität Tübingen, 2004
- Hin und weg – Tübingen in aller Welt, Stadtmuseum Tübingen, 2007[20]
- Queer durch Tübingen, Geschichten vom Leben, Lieben und Kämpfen, Tübingen 2021[21]

## Vernetzung
Baf e.V. ist wie die meisten bundesweiten Frauenarchive und -bibliotheken im i.d.a.-Dachverband organisiert. Da baf unter anderem Frauengeschichte(n) auf der Straße an historischen Orten vermittelt, wirkte der Verein 1990 an der Gründung des Netzwerks Frauengeschichte vor Ort  Miss Marples Schwestern mit und kooperiert nach wie vor mit dem bundesweiten Zusammenschluss. Außerdem haben die Aktivitäten des Vereins zum Entstehen des Netzwerks Frauen & Geschichte Baden-Württemberg sowie des Tübinger Instituts für gender- und diversitätsbewusste Sozialforschung und Praxis (tifs) beigetragen.
Seit 2021 stellt baf eine bundesweit einmalige Online-Bewegungskarte zur Verfügung, auf der frauenpolitische Initiativen in Baden-Württemberg sichtbar gemacht sind, deren Material im Archiv gesammelt wird. Die „Landkarte der Frauenbewegung“ kann nach Orten, Sachgruppen und Zeiträumen gefiltert werden und visualisiert räumliche, inhaltliche und zeitliche Bezüge. Auf ihr sind 431 Frauen- und Lesbeninitiativen bzw. -organisationen recherchierbar.

## Auszeichnungen
- Das Bildungszentrum und Archiv zur Frauengeschichte erhielt 2012 den Beginen-Preis der Tübinger Beginen-Stiftung.[24][25]
- Beate Dörr erhielt 2019 für ihre langjährige ehrenamtliche Arbeit beim baf die Hölderlin-Plakette der Stadt Tübingen.[26]

## Veröffentlichungen (Auswahl)
- Bildungszentrum und Archiv zur Frauengeschichte Baden-Württembergs e.V. (Hrsg.): Suse Müller-Diefenbach (= Tübinger Kataloge. Band 40). Kulturamt Tübingen, Tübingen 1993, ISBN 978-3-910090-08-8.
- Bea Dörr, Gerrit Kaschuba, Susanne Maurer: Endlich habe ich einen Platz für meine Erinnerungen gefunden. Kollektives Erinnern von Frauen in Erzählcafes zum Nationalsozialismus (= Forschungen zum Nationalsozialismus. Band 1). 2. Auflage. Centaurus, Herbolzheim 2000, ISBN 978-3-8255-0245-4.